# Anthony Brown
Anthony LeJohn Brown (Bellflower, California, 10 de octubre de 1992) es un baloncestista estadounidense que actualmente forma parte del equipo del Türk Telekom B.K. de la BSL. Con 2,01 metros de estatura, juega en la posición de escolta o de alero.

## Trayectoria deportiva

### Universidad
Jugó cinco temporadas, una de ellas cortada por una lesión, con los Cardinal de la Universidad de Stanford, en las que promedió 10,8 puntos, 4,8 rebotes y 1,6 asistencias por partido. Fue elegido jugador más mejorado de la Pacific-12 Conference en 2014, tras pasar de 2,4 a 12,3 puntos por partido, y previamente en su primera temporada fue incluido en el mejor quinteto de rookies de la conferencia.

### Profesional
El 25 de junio de 2015, fue seleccionado en la trigésimo cuarta posición del Draft de la NBA de 2015 por Los Angeles Lakers.
El 21 de noviembre de 2016 firmó con los New Orleans Pelicans.
En la temporada 2021-22, firma por el Frutti Extra Bursaspor de la Basketbol Süper Ligi.
El 11 de enero de 2022, firma por el Maccabi Rishon LeZion de la Ligat Winner.
El 27 de julio de 2023 fichó por el Bursaspor Basketbol de la Basketbol Süper Ligi (BSL) turca para una segunda temporada.
El 5 de junio de 2024 fichó por el Türk Telekom B.K., también de la Basketbol Süper Ligi turca (BSL).

## Estadísticas de su carrera en la NBA

### Temporada regular
| Año     | Equipo      | PJ | PT | MPP  | %TC   | %3P   | %TL  | RPP | APP | ROB | TPP | PPP |
| ------- | ----------- | -- | -- | ---- | ----- | ----- | ---- | --- | --- | --- | --- | --- |
| 2015-16 | L.A. Lakers | 29 | 11 | 20.7 | .310  | .286  | .850 | 2.4 | .7  | .5  | .2  | 4.0 |
| 2016-17 | New Orleans | 9  | 0  | 15.9 | .341  | .250  | –    | 2.9 | .7  | .6  | .1  | 3.8 |
| 2016-17 | Orlando     | 2  | 0  | 8.0  | .444  | .333  | –    | 3.5 | 1.0 | .0  | .0  | 4.5 |
| 2017-18 | Minnesota   | 1  | 0  | 4.0  | 1.000 | 1.000 | –    | .0  | 1.0 | .0  | .0  | 3.0 |
| Total   | Total       | 41 | 11 | 18.6 | .328  | .286  | .850 | 2.5 | .7  | .5  | .1  | 3.9 |